# Ustiansk
Ustiansk (en rus: Устьянск) és un poble del krai de Krasnoiarsk, a Rússia, segons el cens del 2010 tenia 908 habitants. Pertany al districte municipal d'Àban.